# Marie Kondo
Marie Kondo (近藤 麻理恵 (Cận Đằng Ma Lý Huệ) Kondō Marie, sinh ngày 9/10/1984) là nữ tác giả viết sách và nhà tư vấn sắp xếp nội thất người Nhật Bản. Kondo đã viết 4 cuốn sách về các cách xếp đồ đạc, bán được hàng triệu bản và được ra các thứ tiếng như Hàn Quốc, Trung Quốc, Tây Ban Nha, Pháp, Đức, Anh. Trong số đó, cuốn The Life-Changing Magic of Tidying Up (2011) từng được xuất bản ở hơn 30 quốc gia. Năm 2015, cô lọt vào danh sách 100 nhân vật có ảnh hưởng nhất của tờ Time.